# 袁化中
袁化中（1572年—1625年），字民諧（民協），號熙宇，山東武定县（今惠民）人，明朝政治人物，同進士出身。

## 生平
萬曆三十五年（1607年）進士，任內黃、涇陽知縣，㢘明果毅，俱有善政；出任內黃縣令時，當地正值大水，袁化中向上官力爭倉粟二千石，最終成功修復城牆。。後來擔任涇陽縣令時，袁化中大開水利，定量地分水之制，灌田八百公頃。
泰昌元年（1620年），經行取考選，升為河南道監察御史，任內仍然耿直、清廉。熹宗天启元年（1621年）正月，擔任宣、大巡按御使，期間上書論述時政“八事”：“曰宫禁渐弛，曰言路渐轻，曰法纪渐替，曰贿赂渐章，曰边疆渐坏，曰职掌渐失，曰宦官渐盛，曰人心渐离。”，皆切中時弊，後以丁憂下野。完成守孝後，起用為浙江道監察御使，與楊漣等上書彈劾魏忠賢，稱「忠賢障日蔽月，逞威作福，視大臣如奴隸，斥言官若孤雛，殺內廷外廷如草菅」，又揭发崔呈秀贪污，使得閹黨大恨。於是閹黨誣袁化中受熊廷弼賄萬金，下錦衣衛鎮撫獄。袁化中被酷刑拷掠，死於獄中，時謂“東林六君子”。

## 身后
崇禎初年（1628年）贈太僕卿。安宗時，追諡忠湣。清初，惠民县修建“双忠祠”，纪念袁化中和李浚。

## 家族
曾祖袁琮，教谕。祖父袁继，知县。父袁汝霖，训导。母张氏。具庆下。

## 延伸阅读
[在维基数据编辑]
 《明史卷二百四十四》，出自《明史》

| 官衔        | 官衔                          | 官衔          |
| ----------- | ----------------------------- | ------------- |
| 前任： 鄧渼 | 明朝內黃縣知縣 1607年－1609年 | 繼任： 徐之蛟 |